# Cethosia magindanaica
Cethosia magindanaica är en fjärilsart som beskrevs av Semper 1868. Cethosia magindanaica ingår i släktet Cethosia och familjen praktfjärilar. Inga underarter finns listade i Catalogue of Life.